# Diasemiodes janassialis
Diasemiodes janassialis is een vlinder uit de familie van de grasmotten (Crambidae), uit de onderfamilie van de Spilomelinae. De wetenschappelijke naam van deze soort is voor het eerst voorgesteld als Desmia janassialis door Francis Walker in een publicatie uit 1859.
De soort komt voor in de Verenigde Staten.